# Герман (Галанис)
Митрополи́т Ге́рман (греч. Μητροπολίτης Γερμανός, в миру Нико́лаос Гала́нис, греч. Νικόλαος Γαλάνης; род. 1951, Дримос) — епископ Александрийской православной церкви, титулярный митрополит (до 24 ноября 2022 — епископ) Тамиафский.

## Биография
Изучал богословие в школе монастыря святой Анастасии Узорешительницы, в Патмиаде и на богословском факультете Университета Аристотеля в Салониках.
9 февраля 1973 года в храме святой Марии Магдалины в Полийиросе был пострижен в монашество старцем-митрополитом Лангадским Спиридоном (Транделлисом).
9 мая 1977 года митрополитом Верийским Павлом (Янникопулосом) был рукоположен в сан иеродиакона.
8 апреля 1979 года был рукоположен в сан пресвитера митрополитом Лангадским Спиридоном (Транделлисом), назначен настоятелем Параскевинского храма в Лангадасе и протосингелом Лангадасской митрополии.
В 1986 году был определён игуменом Троицкого монастыря в Пенде-Врисес.
В 2010 году перешёл в клир Иерисской митрополии, где служил пастырем и проповедником митрополичьего Стефановского храма в Арнее, с пребыванием в монастыре святой Анастасии Узорешительницы как член братии и духовного собора обители.
В октябре 2018 года был приглашён патриархом Александрийским Феодором II в состав Александрийской православной церкви. Проходил послушание настоятеля и духовника монастыря святого Саввы в Александрии, а также кодикографа Священного синода.
9 октября 2019 года решением Священного синода Александрийской православной церкви был избран титулярным епископом Тамиафским.
10 октября 2019 года сразу после окончания работы Священного синода патриарх Феодор II вместе со всеми иерархами престола Святого Марка отправился в часовню святого Феодора, где состоялось наречение (Μέγα Μήνυμα) архимандрита Германа во епископа Тамиафского.
25 ноября того же года в Саввинском монастыре в Александрии состоялась его епископская хиротония, которую совершили: Папа и Патриарх Александийский Феодор II, митрополит Милетский Апостол (Вулгарис), митрополит Иерисский, Святогорский и Ардамерийский Феоклит (Афанасопулос), митрополит Ганский и Хорский Амфилохий (Цукос) (Константинопольский патриархат), митрополит Триполийский Феофилакт (Дзумеркас), митрополит Иринопольский Димитрий (Захаренгас), митрополит Мемфисский Никодим (Приангелос), митрополит Пилусийский Нифон (Цаварис), митрополит Навкратийский Наркисс (Гаммох), епископ Малавский Фотий (Хадзиантониу) и епископ Вавилонский Феодор (Дридакис).
24 ноября 2022 года решением Священного синода Александрийского патриархата возведён в сан титулярного митрополита.